# Sōkyū Gurentai
Sōkyū Gurentai (jap.: 蒼穹紅蓮隊, dt.: „blauer Himmel, feuerrote Truppe“), auch als Terra Diver bekannt, ist ein vertikal scrollendes Shoot ’em up des japanischen Herstellers Raizing und wurde 1996 veröffentlicht.
Sōkyū Gurentai wurde später auch auf Saturn und PlayStation portiert, wobei erstere als die grafisch und spielerisch ausgefeiltere Variante gilt. Da das Spiel nie in Europa veröffentlicht wurde, ist es hier nahezu unbekannt.

## Spielbeschreibung
Wie bei anderen vertikal scrollenden Space-Shoot-’em-ups steuert der Spieler ein kleines Raumschiff und muss sich gegen allerlei Feinde zur Wehr setzen. In diesem Fall fliegt man über verschiedene Planetenoberflächen. Als Gegner tauchen verschiedene kleinere Raumschiffe auf, als Boss-Gegner bekommt man stets ein sehr großes Raumschiff vorgesetzt. Durch das Aufsammeln von Upgrades lassen sich die Laser des eigenen Raumschiffs verstärken und vervielfältigen, sodass man gegen Ende ebenso wie die Gegner einen Großteil des Bildschirms mit Laser eindecken kann. Wenn das nicht hilft, steht für den Notfall noch eine begrenzte Anzahl Smartbombs zur Verfügung.
Das Spiel verfügt über einen Mehrspielermodus, in dem zwei Spieler auf einem Bildschirm im Team gegen die Feinde antreten.

## Kritik
In ihrem Special zu klassischen Shoot ’em ups in der Ausgabe vom Juni 2000 listet die Zeitschrift Video Games Sōkyū Gurentai als eines der fünf besten Shoot ’em ups auf, die auf dem Saturn erschienen sind.